# Cabília
A Cabília (em cabila: Tamurt Idurar ["terra montanhosa"] ou Tamurt Leqvayel ["terra dos cabilas"]; em francês: Kabylie) é uma região montanhosa do norte da Argélia. O seu nome provém do árabe al-qabā'il ("as tribos").
Faz parte da cordilheira do Atlas e é banhada pelo mar Mediterrâneo. A Cabília engloba várias províncias da Argélia: todo o território de Tizi Ouzou e Bugia, a maior parte de Bouira (Tubiret), e parte de Boumerdès.

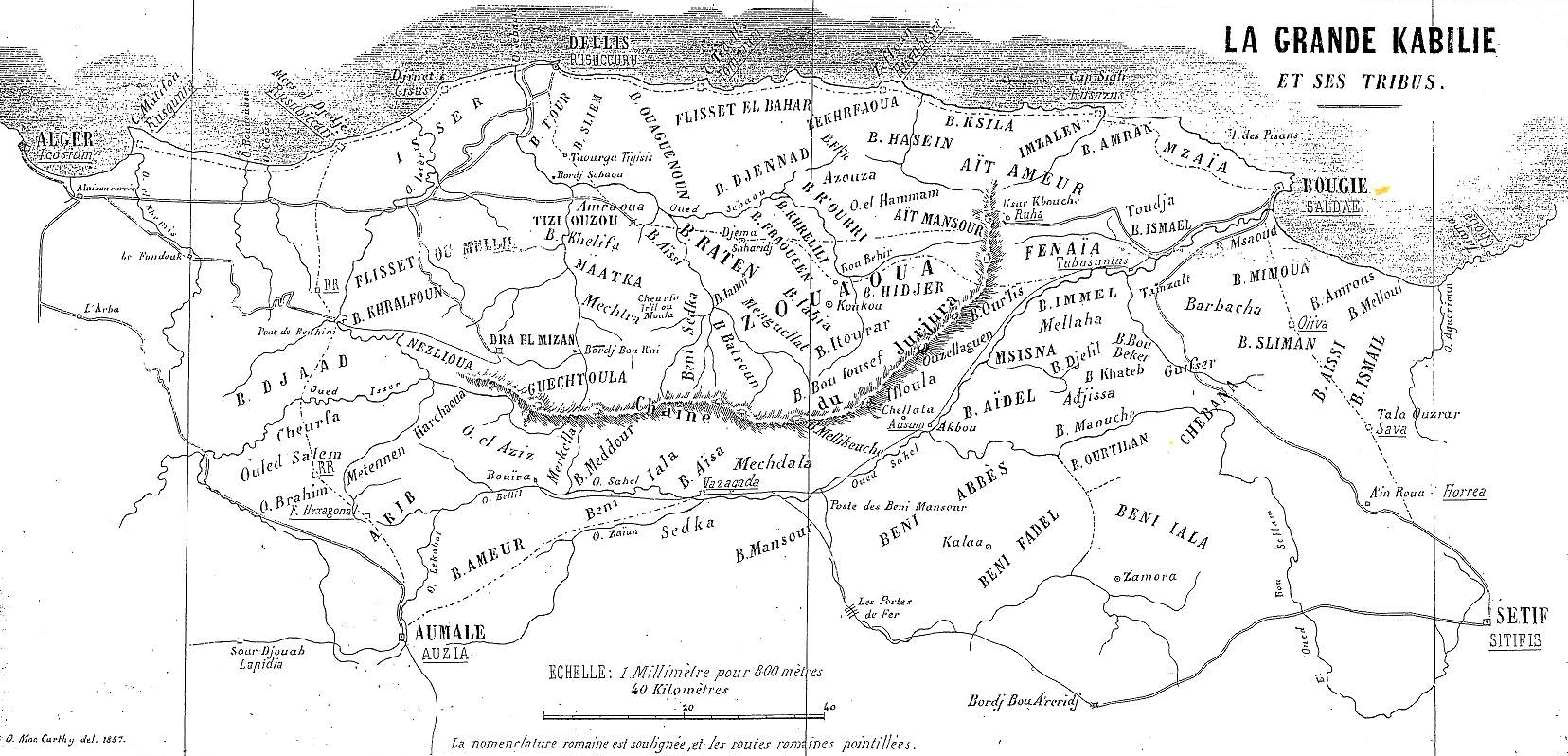
Mapa da Cabília de 1857

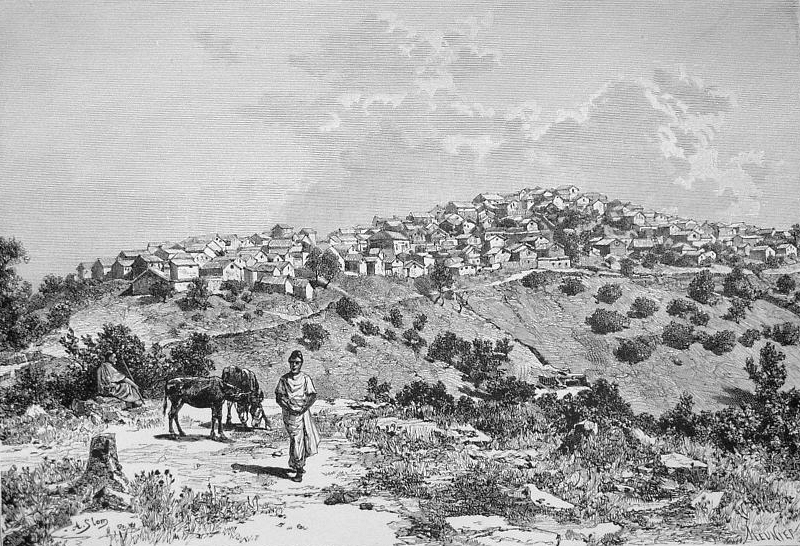
Aldeia típica da Cabília numa gravura de 1886

Durante o domínio francês da Argélia, os franceses distinguiam entre a Pequena e a Grande Cabília: a primeira compreendia o território correspondente às atuais províncias argelinas de Bugia, a metade setentrional de Bordj Bou Arreridj e o noroeste de Sétif. O restante formava a Grande Cabília. Esta distinção explica o motivo pelo qual algumas fontes em português fazem referência às "Cabílias", no plural.

## População
A área é habitada pelos cabilas, o segundo grupo de berberes em importância após os chleuhs de Marrocos. O seu nome significa "tribo" (do árabe قبيلة qabīla). Falam a língua cabila, uma variedade berbere. A população da Cabília é estimada em mais de 5 milhões de habitantes.
Desde a primavera de 1980, os cabilas estão na linha da frente da mobilização pelo reconhecimento oficial das línguas berberes na Argélia.

## Pessoas notáveis
- Círia
- Dio
- Firmo
- Gildão
- Hocine Soltani
- Mascezel
- Mazuca
- Nubel
- Samaco
- Yahia Boushaki